# Liste von Chatbots
Chatbots sind textbasierte Dialogsysteme, die das Chatten mit einem technischen System erlauben. Nebst den Sprachassistenten Alexa und Siri zählen folgende Systeme zu den wichtigsten KI-Chatbots (Stand Januar 2025):
- ChatGPT
- Claude
- Copilot
- Deepseek
- Gemini
- Meta AI
- Perplexity

Seit 2023 gibt es sog. KI-Browser, die KI-Chatbots in die Nutzeroberfläche des Browsers integrieren.

## Bewertung von KI-Chatbots
LMArena (früher bekannt als Chatbot Arena) ist eine öffentliche, webbasierte Plattform zur Bewertung und zum Vergleich großer Sprachmodelle (Large Language Models, LLMs). Das Besondere an LMArena ist der community-getriebene Ansatz: Nutzer geben einen Prompt ein, zwei zufällig ausgewählte KI-Modelle antworten darauf, und die Nutzer bewerten die Antworten.
- Bewerten: https://lmarena.ai
- Rangliste: https://lmarena.ai/leaderboard

## Liste von Chatbots (KI-Tools)
| Chatbot                                      | Entwickler          | Land                   | Erschienen | Plattform                                                         | Technologie                                                       |
| -------------------------------------------- | ------------------- | ---------------------- | ---------- | ----------------------------------------------------------------- | ----------------------------------------------------------------- |
| Alexa                                        | Amazon              | USA                    | 2014-11-06 | Fire OS, iOS, Android, Linux, Windows, Wear OS                    | Ivona                                                             |
| Alice                                        | Yandex              | Niederlande / Russland | 2017-10-10 | Windows, iOS, Android                                             | YandexGPT                                                         |
| AliGenie                                     | Alibaba Group       | China                  | 2017-07-05 |                                                                   |                                                                   |
| Assistant                                    | Google              | USA                    | 2016-05-18 | Android, ChromeOS, iOS, iPadOS, KaiOS, Linux, Android TV, Wear OS |                                                                   |
| Bixby                                        | Samsung Electronics | Südkorea               | 2017-04-21 | Android, Tizen, Windows, Wear OS                                  |                                                                   |
| Braina                                       | Brainasoft          | USA                    | 2014-02-09 | Windows                                                           |                                                                   |
| CarynAI                                      | Caryn Marjorie      | USA                    | 2023-05-09 |                                                                   | BanterAI                                                          |
| Celia                                        | Huawei              | China                  | 2020-04-27 | Android, EMUI, HarmonyOS                                          |                                                                   |
| ChatGPT                                      | OpenAI              | USA                    | 2022-11-30 | Webanwendung, iOS, Android                                        | GPT-3, GPT-4                                                      |
| Claude (Sprachmodell)                        | Anthropic           | USA                    | 2023-03    | Webanwendung                                                      | Claude 2.1                                                        |
| Cleverbot                                    | Rollo Carpenter     | Großbritannien         | 2008-10    | Webanwendung                                                      |                                                                   |
| Clova                                        | Naver Corporation   | Südkorea               | 2017-03-01 | iOS, Android                                                      |                                                                   |
| Le Chat                                      | Mistral AI          | Frankreich             | 2024-04-26 | Webanwendung, iOS, Android                                        |                                                                   |
| Copilot (vormals Bing Chat)                  | Microsoft           | USA                    | 2023-02-07 | Webanwendung, Windows, iOS, Android                               | Microsoft Prometheus, GPT-4                                       |
| DeepSeek-V3/R1                               | DeepSeek            | China                  | 2025-01-13 | iOS, Android                                                      |                                                                   |
| Ernie Bot                                    | Baidu               | China                  | 2023-03-16 |                                                                   |                                                                   |
| Google Gemini (vormals Google Bard und PaLM) | Google              | USA                    | 2023-03-21 | Webanwendung, Android, iOS                                        |                                                                   |
| GigaChat                                     | Sberbank            | Russland               | 2023-04    | Webanwendung                                                      |                                                                   |
| Grok                                         | xAI                 | USA                    | 2023-11-04 | Webanwendung                                                      |                                                                   |
| Jabberwacky                                  | Rollo Carpenter     | Großbritannien         | 1997       | Webanwendung                                                      |                                                                   |
| Jasper Chat (vormals Jarvis und Conversion)  | Jasper AI           | USA                    | 2022       |                                                                   |                                                                   |
| Kimi-K2                                      | Moonshot AI         | China                  | 2025       |                                                                   |                                                                   |
| LLaMA                                        | Meta Platforms      | USA                    | 2023-02-24 | Webanwendung                                                      |                                                                   |
| Meta AI                                      | Meta Platforms      | USA                    | 2023-09-27 |                                                                   |                                                                   |
| Mitsuku                                      | Steve Worswick      | Großbritannien         | 2013       | Webanwendung                                                      | Pandorabots AIML                                                  |
| Mixtral 8x7B                                 | Mistral AI          | Frankreich             | 2023-12    | Webanwendung                                                      |                                                                   |
| Lenny                                        | Mango               | USA                    | 2011       |                                                                   |                                                                   |
| Luminous                                     | Aleph Alpha         | Deutschland            | 2019       |                                                                   |                                                                   |
| Proton Lumo                                  | Proton AG           | Schweiz                | 2025-07-23 | Webanwendung, Android, iOS                                        | Nemo, OpenHands 32B, OLMO 2 32B, Mistral Small 3                  |
| Brave Leo                                    | Brave Software      | USA                    | 2023-11-02 | Windows, macOS, Linux                                             | LLaMA 2, Claude                                                   |
| MegaHAL                                      | Jason Hutchens      | USA                    | 1995-04-30 | Webanwendung, Kommandozeile                                       |                                                                   |
| Neuroflash                                   | Neuroflash GmbH     | Deutschland            | 2021       |                                                                   |                                                                   |
| Open Assistant                               | LAION               | USA                    | 2023       |                                                                   |                                                                   |
| Perplexity / PPL Sonar                       | Perplexity AI, Inc  | USA                    | 2022       | Webanwendung                                                      |                                                                   |
| Replika                                      | Luka                | USA                    | 2017-11    |                                                                   |                                                                   |
| SILVIA                                       | Cognitive Code      | USA                    | 2008-01-01 | Windows, macOS, iOS, Android                                      |                                                                   |
| SimSimi                                      | ISMaker             | Südkorea               | 2002       | Webanwendung, iOS, Android                                        |                                                                   |
| Siri                                         | Apple Inc.          | USA                    | 2011-10-05 | iOS, iPadOS, watchOS, macOS, tvOS, audioOS, visionOS              |                                                                   |
| SpookiTalk                                   | The Digital Village | Großbritannien         | 1998-04-02 | Windows, Classic Mac OS                                           | Based on VelociText                                               |
| Amazon Q                                     | Amazon              | USA                    | 2023-11-28 | Webanwendung                                                      | Amazon Titan, Amazon Bedrock, generative pre-trained transformers |
| Qwen                                         | Alibaba Cloud       | China                  | 2023       |                                                                   |                                                                   |
| Ultra Hal                                    | Robert Medeksza     | USA                    | 2000-12-04 | Windows                                                           | GPT-3                                                             |
| Watson                                       | IBM                 | USA                    | 2010       |                                                                   |                                                                   |
| Xiaowei                                      | Tencent             | China                  | 2017-06    |                                                                   |                                                                   |
| You.com                                      | You.com             | USA                    | 2021-11-09 |                                                                   |                                                                   |